# Follow the Leader (álbum de Eric B. & Rakim)
Follow The Leader é o segundo álbum de originais da banda de hip hop, Eric B. & Rakim, lançado em 1988. Não conheceu na altura do seu lançamento nenhum êxito de maior relevância mas hoje em dia é considerado um dos mais influentes álbuns de hip hop de sempre. A música, Lyrics of Fury, ficou em quinto numa tabela elaborada pelo site About.com, "As 100 melhores músicas de Rap".
Na música Microphone Fiend, Rakim fala do seu crescimento e dependência para com o hip hop. Em 2000 a banda Rage Against The Machine, faz uma cover desta música para o seu álbum Renegades (álbum de Rage Against the Machine). Os Fun Lovin' Criminals também fizeram a sua versão da música no álbum Loco.

## Faixas
| #  | Título                    | Samples | Duração |
| -- | ------------------------- | --- | ------- |
| 1  | "Follow the Leader"       | - "Nautilus" por Bob James - "Listen To Me" por Baby Huey - "I Wouldn't Change a Thing" por Coke Escovedo                              | 5:36    |
| 2  | "Microphone Fiend"        | - "Schoolboy Crush" por The Average White Band - "Change le Beat" por B-Side & Fab Five Freddy                                         | 5:17    |
| 3  | "Lyrics of Fury"          | - "Funky Drummer" por James Brown - "No Head, No Backstage Pass" por Funkadelic                                                        | 4:15    |
| 4  | "Eric B. Never Scared"    | - "Those Shoes" por The Eagles - "Get Up, Stand Up" por Bob Marley & The Wailers                                                       | 5:21    |
| 5  | "Just a Beat"             | - "Pussyfooter" por Jackie Robinson | 2:07    |
| 6  | "Put Your Hands Together" | - "Long Red" por Mountain - "Handclapping Song" por The Meters - "Give It To You" por Upp - "Scratchin" por Magic Disco Machine        | 5:15    |
| 7  | "To the Listeners"        | - "God Make Me Funky" por The Headhunters                                                                                              | 4:32    |
| 8  | "No Competition"          | - "Space Funk" por Manzels | 3:52    |
| 9  | "The R"                   | - "Rock Creek Park" por The Blackbyrds - "Space Funk" by Manzels                                                                       | 3:55    |
| 10 | "Musical Massacre"        | - "It's Just Begun" por Jimmy Castor Bunch - "Change Le Beat" por B-Side & Fab Five Freddy - "I Know You Got Soul" por Eric B. & Rakim | 4:29    |
| 11 | "Beats for the Listeners" | - "God Make Me Funky" por The Headhunters                                                                                              | 4:08    |

## Tabelas de Vendas
| Tabelas de Venda (1998)                 | Posição |
| --------------------------------------- | ------- |
| Estados Unidos - Billboard 200          | #22     |
| Estados Unidos - Top R&B/Hip-Hop álbuns | #7      |